# Samir Bousenine
Samir Bousenine El Mourabit (Andorra la Vella, 7 febbraio 1991) è un ex calciatore andorrano di origini marocchine, di ruolo attaccante.